# Птицы Байкала
На Байкале водится 236 видов птиц. Из них 29 водоплавающих, главным образом различные виды уток, стаи которых часто встречаются во время плавания по Байкалу. Реже на берегах Байкала можно встретить гусей, лебедей-кликунов. На скалистых островах и в устьях притоков Байкала в большом количестве селятся чайки.  Кое-где встречаются серая цапля и чернозобая гагара. В конце лета и осенью по берегам Байкала встречается более 30 видов мигрирующих куликов. Особенно много птиц в дельтах рек и на мелководных заливах.

## Орлы
В Прибайкалье обитает 7 видов орлов и подобных им птиц:
- беркут (Aquila chrysaetos),
- могильник (A. heliaca),
- степной орёл (A. nipalensis),
- большой подорлик (A. clanga),
- орёл-карлик (Hieraaetus pennatus),
- орлан-белохвост (Haliaeetus albicilla),
- орлан-долгохвост (H. leucoryphus).

Одним из самых красивых и величественных пернатых хищников считается орёл-могильник. Во всех западноевропейских странах его называют императорским орлом. Размах его крыльев достигает 2 м. Живёт несколько десятков лет.
Орлы этого вида почти всегда гнездятся высоко на деревьях по соседству со степями и пастбищами. Их гнёзда обычно расположены на опушках леса, оставаясь в одних и тех же местах в течение многих десятилетий. Диаметр таких многолетних гнезд может достигать 2 м. От одного до трех птенцов (чаще 1-2) появляются в конце мая — начале июня, и до конца августа молодые птицы держатся в районе гнездования. На зиму орлы мигрируют на юг.
Будучи птицей байкальских легенд, орёл пользуется особым почитанием у бурятского населения. Культ орла имеет корни в очень древних мифах, согласно которым первым, кто получил шаманский дар, был сын грозного духа острова Ольхон, живший в образе белоголового орла. Поэтому буряты до сих пор свято верят, что человек, убивший или ранивший орла, непременно сам вскоре умрёт. Возможно, именно вера в святость птицы помогла сохранению редкого вида, который в других местах планеты быстро сокращается. Единственным местом на Байкале, где численность орла до последних десятилетий существенно не изменялась, является остров Ольхон. Однако в последние годы она снизилась и там. Причины этого не ясны и, возможно, действуют вне Байкала.